# Petra Knaus
Petra Knaus ist eine deutsche Wissenschaftlerin. Seit 2004 ist sie Professorin für Biochemie an der Freien Universität Berlin mit Spezialisierung auf Signaltransduktion. Ihre Arbeiten sind fokussiert u. a. auf Bone morphogenetic proteins (BMPs).
Seit Juni 2022 ist sie Vizepräsidentin der Freien Universität Berlin (VP4) und dabei u. a. für den Bereich Forschung zuständig.

## Wissenschaftlicher Werdegang
Petra Knaus studierte von 1980 bis 1986 Biologie an der Universität Heidelberg und schloss das Studium mit dem Diplom ab. 1991 wurde sie an der Universität Heidelberg mit einer Doktorarbeit am Zentrum für Molekulare Biologie der Universität Heidelberg zur Dr. rer. nat. promoviert. Anschließend war sie von 1991 bis 1993 als Postdoctoral Research Fellow am MIT in den USA tätig und setzte ihre Forschung dort von 1993 bis 1996 als Postdoctoral Research Associate fort.
Von 1996 bis 2002 leitete sie eine Nachwuchsgruppe (C1) am Institut für Physiologische Chemie am Biocenter der Universität Würzburg. Im Jahr 2002 habilitierte sie sich dort mit einer Schrift zur „Signaltransduktion über TGF-β-[TGF-beta-] und BMP-Rezeptoren“. Im Anschluss hatte sie bis 2004 eine Assistant Professorship (C2) am selben Institut inne.
2004 wurde Knaus Professorin (C3) für Biochemie mit Spezialisierung auf Signaltransduktion an der Freien Universität Berlin. Seit 2010 ist sie dort Professorin (W3) für Biochemie und Molekulare Grundlagen der Regeneration und zusätzlich an der Charité Universitätsmedizin Berlin tätig. Im Juni 2022 wurde sie zur Vizepräsidentin (VP4) der Freien Universität Berlin gewählt und ist seither unter anderem für den Bereich Forschung zuständig.

## Wissenschaftliche Veröffentlichungen
Über 100 wissenschaftliche Veröffentlichungen.